# Vinland Saga
Vinland Saga is het tweede album van de Noorse gothic metal band Leaves' Eyes. Het album werd uitgebracht in 2005.
Het album is een conceptalbum over de ontdekking van Vinland.

## Nummers
1. Vinland Saga
2. Farewell Proud Men
3. Elegy
4. Solemn Sea
5. Leaves' Eyes
6. The Thorn
7. Misseri (Turn Green Meadows into Grey)
8. Amhrán (Song Of The Winds)
9. New Found Land
10. Mourning Tree
11. Twilight Sun
12. Ankomst